# العلاقات البيلاروسية الكيريباتية
العلاقات البيلاروسية الكيريباتية هي العلاقات الثنائية التي تجمع بين روسيا البيضاء وكيريباتي.

## مقارنة بين البلدين
هذه مقارنة عامة ومرجعية للدولتين:
| وجه المقارنة                                              | روسيا البيضاء                    | كيريباتي                        |
| --------------------------------------------------------- | -------------------------------- | ------------------------------- |
| المساحة (كم2)                                             | 207.60 ألف                       | 811                             |
| عدد السكان (نسمة)                                         | 9.50 مليون                       | 116.40 ألف                      |
| الكثافة السكانية (ن./كم²)                                 | 45.76                            | 14.35 ألف                       |
| العاصمة                                                   | مينسك                            | جنوب تاراوا                     |
| اللغة الرسمية                                             | اللغة البيلاروسية، اللغة الروسية | لغة إنجليزية، اللغة الكيريباتية |
| العملة                                                    | روبل بلاروسي                     | دولار كريباتي، دولار أسترالي    |
| الناتج المحلي الإجمالي (بليون دولار)                      | 54.44 مليار                      | 196.15 مليون                    |
| الناتج المحلي الإجمالي (تعادل القوة الشرائية) بليون دولار | 168.35 مليار                     | 224.26 مليون                    |
| الناتج المحلي الإجمالي الاسمي للفرد دولار أمريكي          | 5.74 ألف                         | 1.42 ألف                        |
| الناتج المحلي الإجمالي للفرد دولار أمريكي                 | 18.18 ألف                        | 1.81 ألف                        |
| مؤشر التنمية البشرية                                      | 0.798                            | 0.590                           |
| رمز المكالمات الدولي                                      | +375                             | +686                            |
| رمز الإنترنت                                              | .by، .бел                        | .ki                             |
| المنطقة الزمنية                                           | ت ع م+03:00                      |                                 |

## منظمات دولية مشتركة
يشترك البلدان في عضوية مجموعة من المنظمات الدولية، منها:
| علم المنظمة | اسم المنظمة                   | تاريخ انضمام روسيا البيضاء | تاريخ انضمام كيريباتي |
| ----------- | ----------------------------- | -------------------------- | --------------------- |
|             | البنك الدولي للإنشاء والتعمير | 10 يوليو 1992              | 29 سبتمبر 1986        |
|             | الاتحاد البريدي العالمي       | ?                          | ?                     |
|             | يونسكو                        | 12 مايو 1954               | 24 أكتوبر 1989        |
|             | مؤسسة التمويل الدولية         | 2 نوفمبر 1992              | 2 أكتوبر 1986         |
|             | منظمة حظر الأسلحة الكيميائية  | ?                          | ?                     |
|             | الأمم المتحدة                 | 24 أكتوبر 1945             | 14 سبتمبر 1999        |
|             | الاتحاد الدولي للاتصالات      | 7 مايو 1947                | 3 نوفمبر 1986         |

## وصلات خارجية
- موقع وزارة الخارجية البيلاروسية